# Campeonato Sul-Americano de Voleibol Feminino Sub-19 de 2022
O  Campeonato Sul-Americano de Voleibol Feminino Sub-19 de 2022, foi a vigésima segunda edição da competição com a participação de seis seleções sul-americanas. O campeonato é disputado bienalmente e organizado pela  Confederação Sul-Americana de Voleibol, as partidas aconteceram em La Paz, entre 3 e 7 de outubro de 2022. A Seleção argentina conquistou o seu terceiro título nesta categoria, assegurando vaga no Mundial Sub-19 de 2023, também se classificaram para o mundial a seleção brasileira, vice-campeã, e a seleção chilena, terceira colocada. Milena Margaria, ponteira argentina, recebeu o prêmio de Melhor Jogadora da competição. 

## Seleções participantes
As seguintes seleções confirmaram participação no Campeonato Sul-Americano Sub-18 de 2016:
| Equipe    | Última participação |
| --------- | ------------------- |
| Argentina | 1º em 2018          |
| Peru      | 2º em 2018          |
| Brasil    | 3º em 2018          |
| Chile     | 5º em 2018          |
| Bolívia   | 8º em 2018          |
| Venezuela | 8º em 2016          |

## Fase única
Classificação
|     |           |     | Jogos | Jogos | Jogos | Resultados | Resultados | Resultados | Resultados | Resultados | Resultados | Sets | Sets | Sets  | Pontos | Pontos | Pontos |
| Pos | Equipe    | Pts | T     | V     | D     | 3–0        | 3–1        | 3–2        | 2–3        | 1–3        | 0–3        | V    | P    | R     | V      | P      | R      |
| --- | --------- | --- | ----- | ----- | ----- | ---------- | ---------- | ---------- | ---------- | ---------- | ---------- | ---- | ---- | ----- | ------ | ------ | ------ |
| 1   | Argentina | 15  | 5     | 5     | 0     | 3          | 2          | 0          | 0          | 0          | 0          | 15   | 2    | 7.500 | 416    | 302    | 1.377  |
| 2   | Brasil    | 12  | 5     | 4     | 1     | 4          | 0          | 0          | 0          | 0          | 1          | 12   | 3    | 4,000 | 380    | 252    | 1.508  |
| 3   | Chile     | 9   | 5     | 3     | 2     | 1          | 2          | 0          | 0          | 0          | 2          | 9    | 8    | 1.125 | 460    | 388    | 1.186  |
| 4   | Peru      | 5   | 5     | 2     | 3     | 1          | 0          | 1          | 0          | 1          | 2          | 7    | 11   | 0.636 | 347    | 378    | 0.918  |
| 5   | Bolívia   | 4   | 5     | 1     | 4     | 1          | 0          | 0          | 1          | 2          | 1          | 7    | 12   | 0.583 | 367    | 442    | 0.830  |
| 6   | Venezuela | 0   | 5     | 0     | 5     | 0          | 0          | 0          | 0          | 1          | 4          | 1    | 15   | 0.067 | 268    | 387    | 0.693  |

Resultados
- Local : Coliseo Julio Borelli, La Paz, todos os horários são de La Paz, (UTC−4).

| Data  | Hora  |           | Placar |           | Set 1 | Set 2 | Set 3 | Set 4 | Set 5 | Total  | Relatório |
| ----- | ----- | --------- | ------ | --------- | ----- | ----- | ----- | ----- | ----- | ------ | --------- |
| 3 Out | 16:00 | Brasil    | 3–0    | Chile     | 25–21 | 27–25 | 25–14 |       |       | 77–60  | Relatório |
| 3 Out | 18:00 | Argentina | 3–1    | Peru      | 25–21 | 16–25 | 25–12 | 25–15 |       | 91–73  | Relatório |
| 3 Out | 20:00 | Bolívia   | 3–0    | Venezuela | 25–16 | 27–25 | 25–16 |       |       | 77–57  | Relatório |
| 4 Out | 16:00 | Argentina | 3–0    | Chile     | 25–12 | 28–26 | 25–17 |       |       | 78–55  | Relatório |
| 4 Out | 18:00 | Bolívia   | 0–3    | Brasil    | 26–28 | 9–25  | 10–25 |       |       | 45–78  | Relatório |
| 4 Out | 20:00 | Peru      | 3–0    | Venezuela | 25–21 | 25–12 | 25–13 |       |       | 75–46  | Relatório |
| 5 Out | 16:00 | Argentina | 3–0    | Venezuela | 25–16 | 25–17 | 25–13 |       |       | 75–46  | Relatório |
| 5 Out | 18:00 | Brasil    | 3–0    | Peru      | 25–12 | 25–14 | 25–12 |       |       | 75–38  | Relatório |
| 5 Out | 20:00 | Bolívia   | 1–3    | Chile     | 17–25 | 27–29 | 25–21 | 18–25 |       | 87–100 | Relatório |
| 6 Out | 16:00 | Brasil    | 3–0    | Venezuela | 25–11 | 25–15 | 25–8  |       |       | 75–34  | Relatório |
| 6 Out | 18:00 | Chile     | 3–0    | Peru      | 25–17 | 25–20 | 26–24 |       |       | 76–61  | Relatório |
| 6 Out | 20:00 | Bolívia   | 1–3    | Argentina | 13–25 | 25–22 | 20–25 | 10–25 |       | 68–97  | Relatório |
| 7 Out | 16:00 | Chile     | 3–1    | Venezuela | 25–23 | 25–23 | 21–25 | 25–14 |       | 96–85  | Relatório |
| 7 Out | 18:00 | Argentina | 3–0    | Brasil    | 25–20 | 25–20 | 25–20 |       |       | 75–60  | Relatório |
| 7 Out | 20:00 | Bolívia   | 2–3    | Peru      | 25–16 | 25–19 | 16–25 | 13–25 | 11–15 | 90–100 | Relatório |

## Classificação final
| Posição | Equipe    |
| ------- | --------- |
| 1       | Argentina |
| 2       | Brasil    |
| 3       | Chile     |
| 4       | Peru      |
| 5       | Bolívia   |
| 6       | Venezuela |

|  | Qualificados para o Mundial Sub-19 de 2023 |

## Prêmios individuais
As seguintes jogadoras foram escolhidas as melhores da competição::
| - MVP Milena Margaria - Melhor oposta Larissa Mendes - Melhores centrais Bianca Garibaldi, Lívia Lopez |  | - Melhor levantadora Melany Detzel - Melhores ponteiras Martina Bednarek, Dominga Aylwin |

## Seleção brasileira
A seleção brasileira foi comandada pelo técnico Hylmer Dias, que levou as seguintes jogadoras para a competição: